# Radicofani

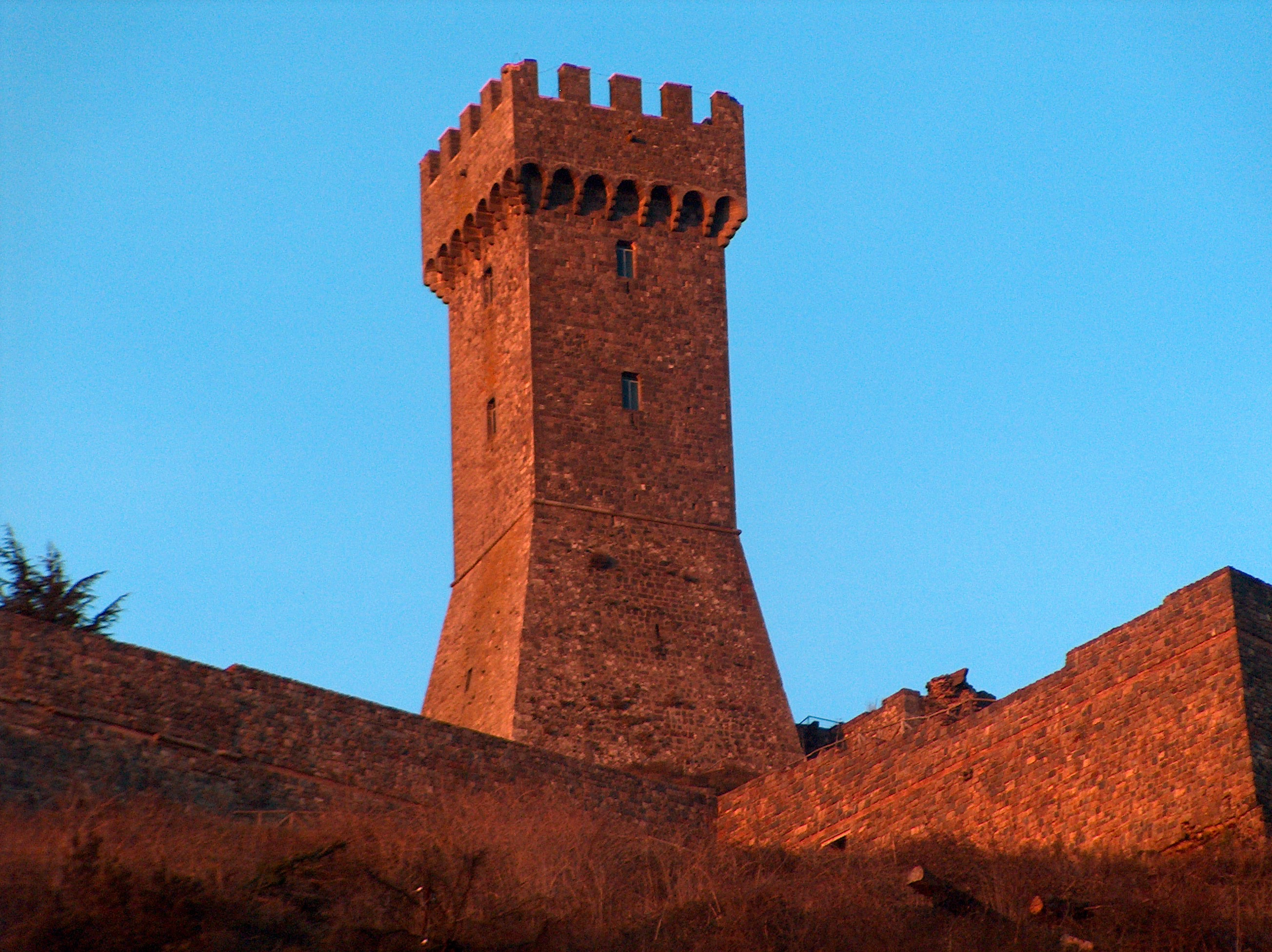
Tour aldobrandesque.

Radicofani est une commune italienne de la province de Sienne, dans la région Toscane, un bourg médiéval qui trône à 766 m sur une colline basaltique surmonté d'une forteresse à 846 m.

## Histoire
Ghino di Tacco fit prisonnier l'abbé de Cluny dans la forteresse (comme le rapporte Boccace dans Le Décaméron).

## Monuments
- Oratoire de la Confraternité de la Miséricorde de l'église de Santa Maria Assunta : retable de la Vierge en gloire
- Église San Pietro : 
  - Deux retables  de la Vierge couronnée des nefs latérales, de l'atelier d'Andrea della Robbia (terracotta invetriata)
  - Christ en croix et Madeleine du maître-autel, de l'atelier d'Andrea della Robbia,
  - Crocifissione con la Maddalena de Benedetto et Santi Buglioni,
  - Madonna col Bambino, statue en bois polychrome de Francesco di Valdambrino.
- Église Santa Agata : retable en terracotta invetriata du maître-autel de la Vierge couronnée de l'atelier d'Andrea della Robbia (Madonna col Bambino e i Santi Francesco, Elisabetta d'Ungheria, Cristina di Bolsena (o Orsola) e Lorenzo).

- La forteresse aldobrandesque, connue comme La Rocca, qui domine la colline et  la ville.

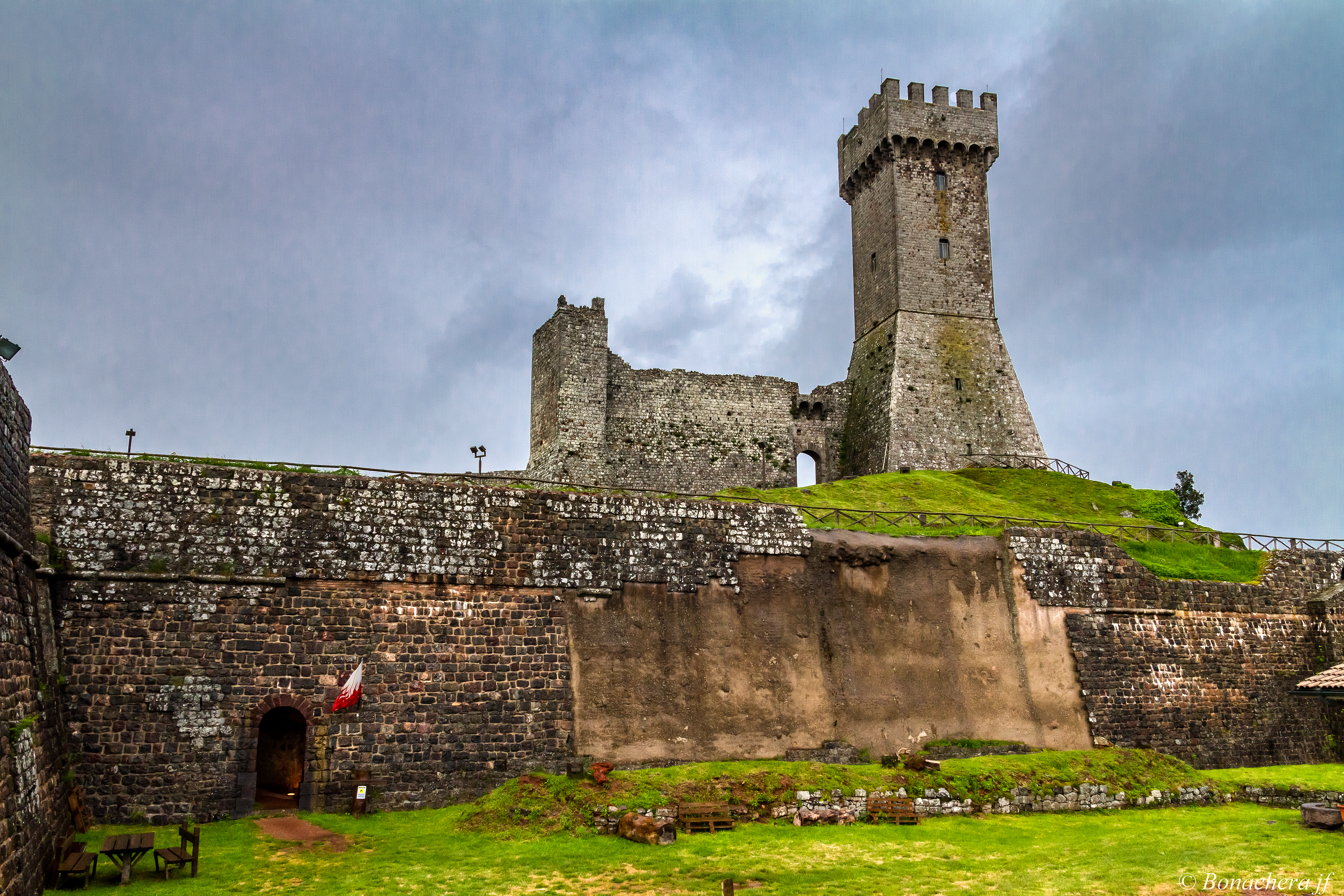
La forteresse aldobrandesque qui domine le village de Radicofani.

## Administration
| Période                                  | Période | Identité | Étiquette | Qualité |
| ---------------------------------------- | ------- | -------- | --------- | ------- |
|                                          |         |          |           |         |
| Les données manquantes sont à compléter. |         |          |           |         |

### Hameaux
Contignano.

### Communes limitrophes
Abbadia San Salvatore, Castiglione d'Orcia, Pienza, San Casciano dei Bagni, Sarteano.

## Honneur
L'astéroïde (399442) Radicofani est nommé en son honneur.